# Aubry-du-Hainaut
Aubry-du-Hainaut là một xã của tỉnh Nord, thuộc vùng Hauts-de-France, miền bắc nước Pháp.